# Konzerthaus de Viena
La Casa de conciertos de Viena (en alemán, Wiener Konzerthaus) es una sala de conciertos situada en el centro de la ciudad de Viena (Austria). Fue construida entre 1911 y 1913 según un proyecto de los arquitectos Ferdinand Fellner y Hermann Helmer. Para la inauguración, el 19 de octubre de 1913, Richard Strauss compuso su Preludio festivo (Festliches Präludium) Op 61, para órgano y orquesta.
Actualmente dispone de cuatro salas para diferentes tipos de espectáculos:
- La Gran Sala (Großer Saal) con 1865 plazas.
- La Mozart-Saal, con 704 plazas.
- La Schubert-Saal, con 366 plazas
- La Berio-Saal ha sido añadida durante las últimas reformas del edificio, y tiene capacidad para unas 400 personas.

La Großer Saal dispone de un gran órgano fabricado por la empresa "Gebrüder Rieger", de Jägerndorf (Silesia) que, con 116 registros, es todavía el mayor órgano de concierto de Austria. Los tubos del órgano son invisibles para el público, ocultos tras la pared de fondo del escenario. El órgano fue restaurado y renovado, por la misma empresa que lo fabricó, en 1982.
El Konzerthaus es la sede de la Orquesta Sinfónica de Viena, de la Orquesta de cámara de Viena, de la Wiener Singakademie y del Klangforum Wien. Diversos ciclos de conciertos albergan a diferentes orquestas invitadas, particularmente la  Orquesta Filarmónica de Viena.
|  |  |